# Wu Chengshu
Wu Chengshu (xinès simplificat: 吴澄舒, pinyin: Wú Chéng Shū; Jiangyin, Jiangsu, 26 d'agost de 1996) és una jugadora de futbol xinesa, que juga de migcampista a la selecció de futbol xinesa.
Membre de l'equip de futbol de Jiangsu, es va incorporar al Canbera United per a la temporada 2022-2023.
Wu va ser membre de la selecció xinesa de la Copa asiàtica de l'AFC 2022.